# Pirsaat Su Anbarı
Pirsaat Su Anbarı är en reservoar i Azerbajdzjan.   Den ligger i distriktet Hacıqabul Rayonu, i den östra delen av landet, 80 km väster om huvudstaden Baku. Pirsaat Su Anbarı ligger 80 meter över havet.
Omgivningarna runt Pirsaat Su Anbarı är i huvudsak ett öppet busklandskap. Runt Pirsaat Su Anbarı är det ganska tätbefolkat, med 52 invånare per kvadratkilometer.